# Beňov
Beňov település Csehországban, Přerovi járásban. Beňov Kostelec u Holešova, Čechy, Želatovice, Přerov, Líšná, Dobrčice és Horní Moštěnice településekkel határos. Lakosainak száma 672 fő (2024. január 1.).

## Népesség
A település lakosságának változását az alábbi diagram mutatja:
| Lakosok száma | 725  | 875  | 940  | 827  | 767  | 675  | 686  | 677  | 629  | 672  |
|               | 1869 | 1900 | 1921 | 1961 | 1980 | 2011 | 2016 | 2019 | 2021 | 2024 |